# Brahmana Periya Agraharam
Brahmana Periya Agraharam es una ciudad y nagar Panchayat situada en el distrito de Erode en el estado de Tamil Nadu (India). Su población es de 24798 habitantes (2011). Se encuentra a 5 km e Erode y a 66 km de Salem.

## Demografía
Según el censo de 2011 la población de Brahmana Periya Agraharam era de 24798 habitantes, de los cuales 12343 eran hombres y 12455 eran mujeres. Brahmana Periya Agraharam tiene una tasa media de alfabetización del 77,70%, inferior a la media estatal del 80,09%: la alfabetización masculina es del 84,06%, y la alfabetización femenina del 71,38%.